# Olof Wärneryd
Olof Ingemar Wärneryd, född 4 juli 1931 i Lindärva, är en svensk kulturgeograf.

## Biografi
Wärneryd blev filosofie magister 1961, filosofie licentiat 1965 och disputerade 1968 för doktorsgraden vid Göteborgs universitet på avhandlingen Interdependence in urban systems. Han hade redan från 1963 varit extra ordinarie lektor vid Göteborgs universitet, och blev 1969 docent och 1972 lektor vid samma lärosäte. 1974 utnämndes han till professor i kulturgeografi vid Lunds universitet. Vid detta universitet var han dekanus för samhällsvetenskapliga fakulteten 1980–1990 och ledamot av universitetsstyrelsen 1985–1991.
I sin forskning fokuserar han främst på befolknings- och urbaniseringsfrågor, samt resurs- och miljöproblem, med särskilt fokus på flödesförändringar av arbetskraftspendlare, information, energi, och material vid urbanisering och krissituationer. Som professor satt han i ett flertal nämnder och råd, exempelvis naturvårdsverkets forskningsnämnd, och utförde expertuppdrag för bland andra OECD, universitets- och högskoleämbetet, samt forskningsrådsnämnden. Han valdes 1991 till inspektor för Västgöta nation i Lund.
Wärneryd är bror till professorn emeritus i ekonomi vid Handelshögskolan i Stockholm Karl-Erik Wärneryd. Han är gift med Gunilla Runefors.

## Utmärkelser, ledamotskap och priser
- Ledamot av Vetenskapssocieteten i Lund (LVSL, 1976)[6]